# Bibliothèque du Parlement
La Bibliothèque du Parlement (en anglais : Library of Parliament) est la bibliothèque législative du Parlement du Canada. Créée par l'Acte relatif à la Bibliothèque du Parlement en 1871, elle sert aux législateurs pour leurs besoins de recherche et d'analyse de l'information. Les collections et services de la bibliothèque sont répartis entre plusieurs succursales localisées dans les différents édifices parlementaires de la région de la capitale nationale du Canada. Son siège historique, ouvert en 1876 et toujours en fonction, est situé à l'arrière de l'Édifice du Centre sur la colline du Parlement à Ottawa en Ontario. Dernier vestige du complexe parlementaire original détruit par un incendie, le 3 février 1916, la bibliothèque est un symbole national du Canada et figure, en tant que tel, sur le revers des billets de dix dollars canadiens.

## Historique

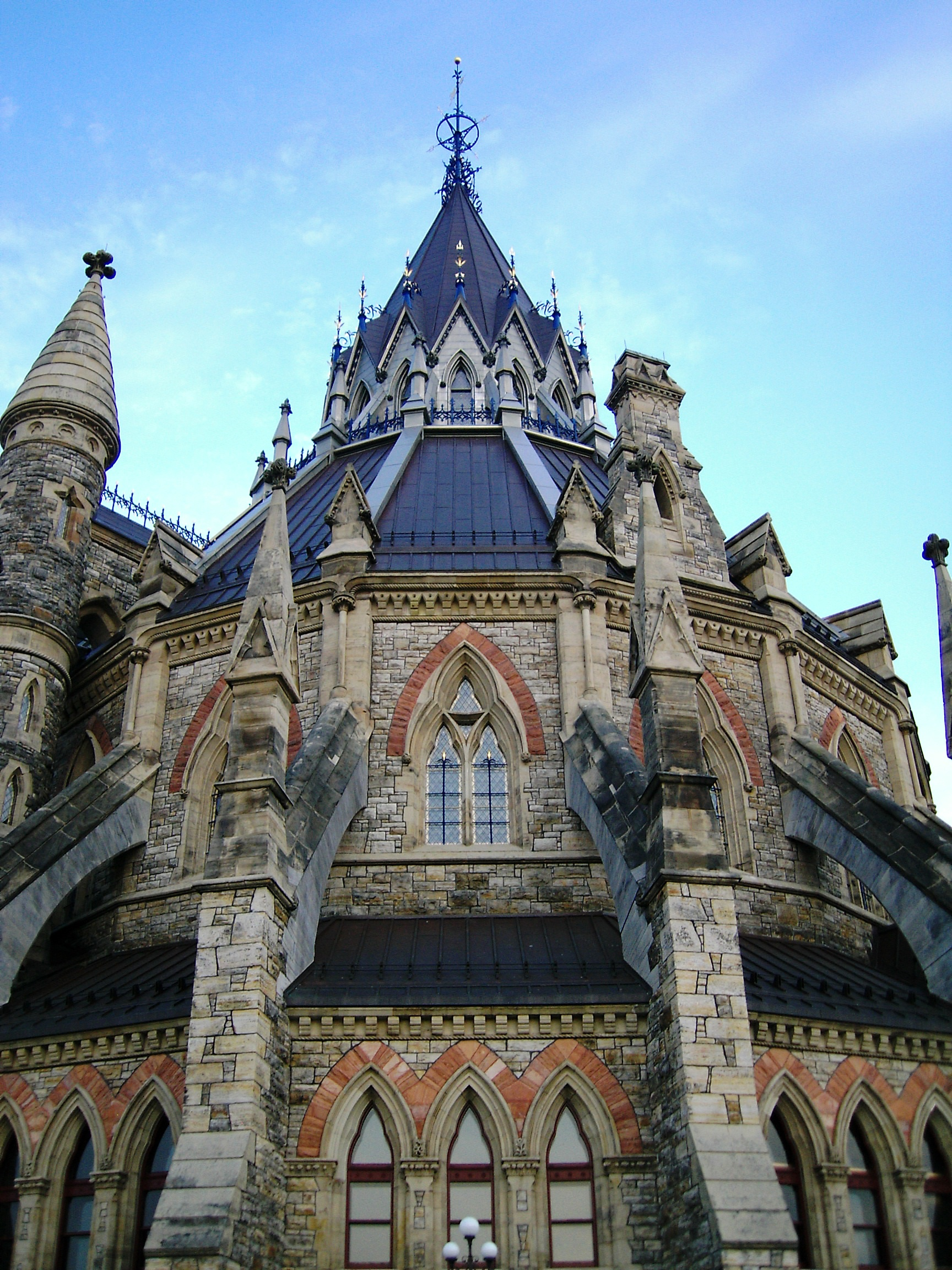
La Bibliothèque du Parlement le 24 juin 2010.

### Avant la Confédération
La Bibliothèque du Parlement tire son origine de collections mises sur pied à la fin du XVIIIe siècle, constituant les bibliothèques des Assemblées législatives du Haut-Canada et du Bas-Canada. Ces établissements étaient basés sur le modèle des bibliothèques de la Chambre des lords et de la Chambre des communes britanniques de l'époque.
De la création du Haut et du Bas-Canada par l'Acte constitutionnel de 1791 jusqu'à leur union en 1841, les bibliothèques évoluent indépendamment l'une de l'autre. À la suite de la promulgation de l'Acte d'union, les assemblées législatives sont fusionnées et leurs bibliothèques suivent les déplacements de la nouvelle législature de la province du Canada (ou Canada-Uni) entre Kingston (1841-1843) et Montréal (1843-1849), puis Toronto (1849-1852, 1856-1858) et Québec (1852-1856, 1859-1866).
La législature du Canada-Uni trouvera un siège permanent à Ottawa, à la suite du choix de cette ville comme capitale de la province britannique en 1857 par la reine Victoria. On commence alors la construction des édifices du Parlement en 1859. Les plans prévoient un édifice pour la Bibliothèque, isolé du pavillon principal par un couloir et des portes coupe-feu en métal. L’édifice du Centre est terminé à temps, en 1866, pour accueillir la dernière session de la dernière législature de la province du Canada. L'immeuble de la Bibliothèque sera achevé dix ans plus tard, soit en 1876.

#### Premier et deuxième incendies
En 1849, au cours d'émeutes, un incendie éclate à l’hôtel du Parlement, à Montréal, qui l'anéantira. Les collections de la Bibliothèque de l’Assemblée législative ainsi que les Archives du Conseil législatif sont presque complètement détruites. On engage Georges-Barthélémi Faribault, alors greffier de l’Assemblée, et Alpheus Todd, bibliothécaire de l'Assemblée, comme agents et délégués spéciaux en Europe pour regarnir la nouvelle bibliothèque parlementaire et nationale.
La Bibliothèque de la Législature du Canada (selon sa dénomination française de l'époque) est de nouveau détruite par les flammes le 1er février 1854. L'incendie détruit alors 17 000 volumes, ce qui équivaut à la moitié de la collection.

### Après la Confédération
En 1867, la majorité des colonies britanniques d’Amérique du Nord contractent une union fédérale à la suite de l’entrée en vigueur de l’Acte de l’Amérique du Nord britannique (maintenant appelé Loi constitutionnelle de 1867) le 1er juillet. La Loi, promulguée par le Parlement impérial à Westminster, confirme que la capitale du pays est Ottawa et donc que le Parlement du nouveau Dominion (ou Puissance) du Canada siégera dans les édifices tout juste achevés.

#### Naissance légale
En 1871, le Parlement du Canada sanctionne l’Acte relatif à la Bibliothèque du Parlement et c’est en 1876 que celle-ci peut intégrer ses nouveaux locaux derrière l’édifice du Centre, après 17 ans de construction. Jusqu’en 1953, année où le Parlement sanctionne la Loi sur la Bibliothèque nationale, elle sert à la fois de bibliothèque législative et de bibliothèque nationale.

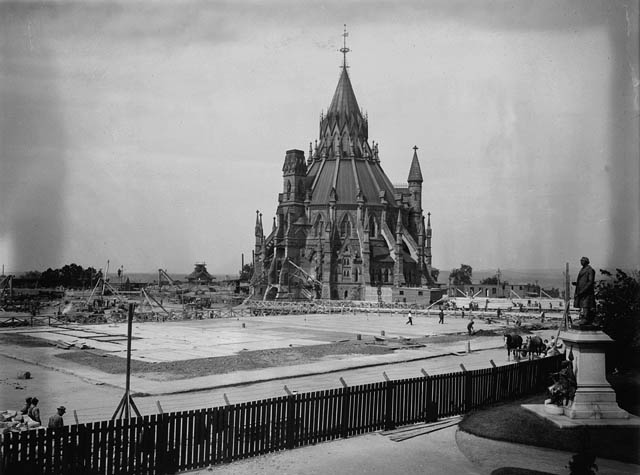
La Bibliothèque, amputée de l’édifice du Centre, après l'incendie de 1916.

#### Troisième et quatrième incendies
Le 3 février 1916 à 20h50, un incendie éclate à l’intérieur de la salle de lecture de la Chambre des communes détruisant complètement l’édifice du Centre à l’exception de la Bibliothèque, restée intacte grâce à Michael C. MacCormac qui ordonna à un messager de fermer les portes en fer de l’édifice. On apprendra plus tard que le messager en question serait un individu prénommé Jack Argue. À la suite de cet incendie, la Bibliothèque a perdu une importante partie de sa collection, incluant de nombreux documents internationaux et de précieuses traductions de la Bible.
En 1952, un autre incendie éclate sur la Colline du Parlement, mais cette fois dans le dôme de la Bibliothèque à cause d’un problème électrique. L’eau et le feu endommagent une partie de la collection qui devra être remplacée et l’édifice occupé par la Bibliothèque devra être complètement rénové : ses boiseries seront restaurées et ignifugées, son parquet de bois précieux sera refait et la toiture de cuivre sera réparée.

#### Modernisation
La Bibliothèque du Parlement demeure ensuite inchangée, jusqu’à l’entreprise par le ministère des Travaux publics et Services gouvernementaux, en 2002, d’un important projet de réhabilitation, de rénovations et de restaurations qui durera jusqu’en 2006. Le projet inclut des travaux de maçonnerie, le remplacement de la toiture, la restauration des ouvrages de fer forgé à leur état original, le remplacement du parquet, la modernisation des installations électriques, de la plomberie, de l'équipement de télécommunication, la reconfiguration de la salle de lecture, ainsi que l’ajout de deux sous-sols.

## La bibliothèque principale
Même si elle occupe les locaux de six édifices, la Bibliothèque du Parlement est surtout connue pour son édifice historique de la Colline parlementaire.
L’édifice, construit entre 1859 et 1876, a été conçu par les architectes Thomas Fuller (en) et Chilion Jones (en). Son plan hexadécagonal (à 16 faces), ses galeries, ses portes coupe-feu et le corridor la séparant du reste de l’édifice du Centre ont été suggérés par le premier bibliothécaire parlementaire, Alpheus Todd, qui voulait éviter une catastrophe comme celle de 1849.

### Aspect extérieur
Inspirée par la salle de lecture du British Museum et le style des salles capitulaires des abbayes du Moyen Âge – plus particulièrement celles des cathédrales de Lincoln, Salisbury ou Wells – la Bibliothèque comporte plusieurs éléments typiques de l’architecture néogothique propre à l’ère victorienne. Plus précisément, les édifices originaux de la Colline du Parlement sont d'un style inspiré du gothique italien.
Les éléments les plus caractéristiques de la Bibliothèque sont ses murs en blocs de grès de Nepean et de grès rouge de l’Ohio, ses arcs-boutants, ses fenêtres à carreaux en ogive, ses tourelles, ses clochetons et ses ferronneries émaillée d’or et de bleu. Sa toiture de cuivre à trois niveaux (qui était à l'origine faite d'ardoise verte et mauve) forme une voûte au-dessus de la salle de lecture. L’édifice est coiffé d’une lanterne de cuivre et de ferblanterie culminant à 50 m de hauteur. Cette lanterne est elle-même couronnée d’une girouette en fer forgé.

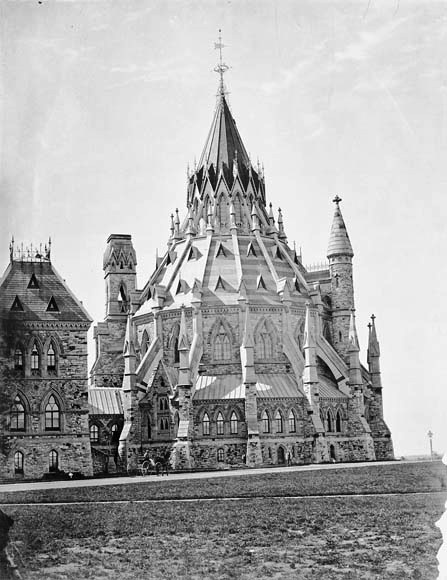
La Bibliothèque, vers 1880, avec son toit original en ardoise.
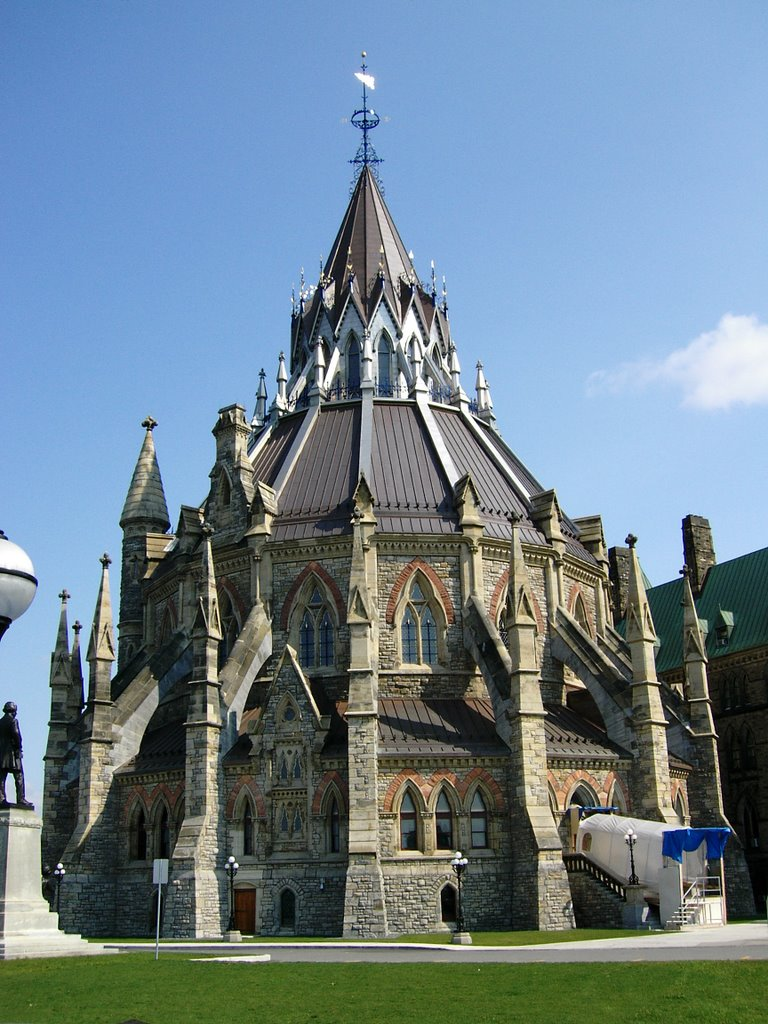
La Bibliothèque, en 2006, quelques mois après sa restauration.

### Aspect intérieur
Les éléments architecturaux de la salle de lecture sont tout aussi caractéristiques de l’ère victorienne que l’aspect extérieur de l’édifice qui la recouvre.
Les galeries et les alcôves de la Bibliothèque sont en pin blanc sculpté de motifs floraux, de masques et de créatures mythologiques tous uniques. Elles sont aussi décorées des blasons des sept provinces canadiennes de l’époque (l’Ontario, le Québec, le Nouveau-Brunswick, la Nouvelle-Écosse, le Manitoba, la Colombie-Britannique et l’Île-du-Prince-Édouard) en plus de celui du Canada, sur le côté nord. Le plancher actuel est en parqueterie de cerisier, de chêne et de noyer reproduisant le dessin des plans originaux. La salle est recouverte d’un plafond en voûte nervurée de fer et de plâtre rehaussé en son centre de feuilles d’or. Au milieu de la salle de lecture se tient une statue de la reine Victoria en marbre blanc de 2,33 m de haut, œuvre de Marshall Woods. Les trois alcôves nord sont aussi flanquées des bustes en marbre de sir John Sandfield Macdonald ; d’Albert Édouard, prince de Galles ; d’Alexandra de Danemark, princesse de Galles et de sir Étienne-Paschal Taché aussi attribués au même sculpteur.
La salle de lecture actuelle a aussi été réaménagée selon les plans d’origine pour y réintégrer des tables de consultation octogonales et un bureau de référence en anneau autour de la statue centrale. Ces éléments avaient été retirés au cours des rénovations qui ont suivi l’incendie de 1952.

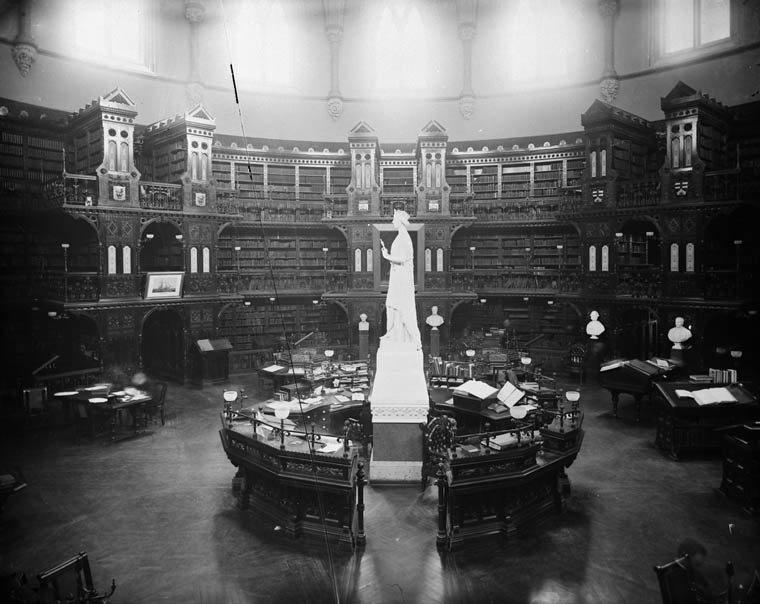
La salle de lecture de la Bibliothèque vers 1887.
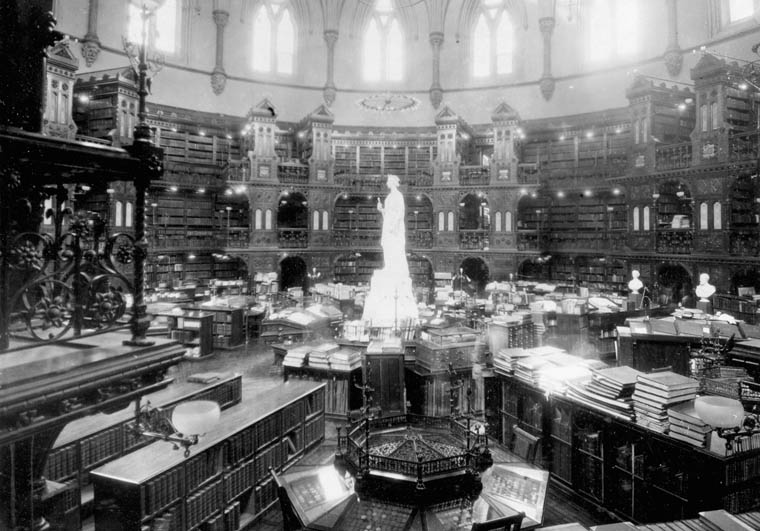
La salle de lecture de la Bibliothèque vers 1930.
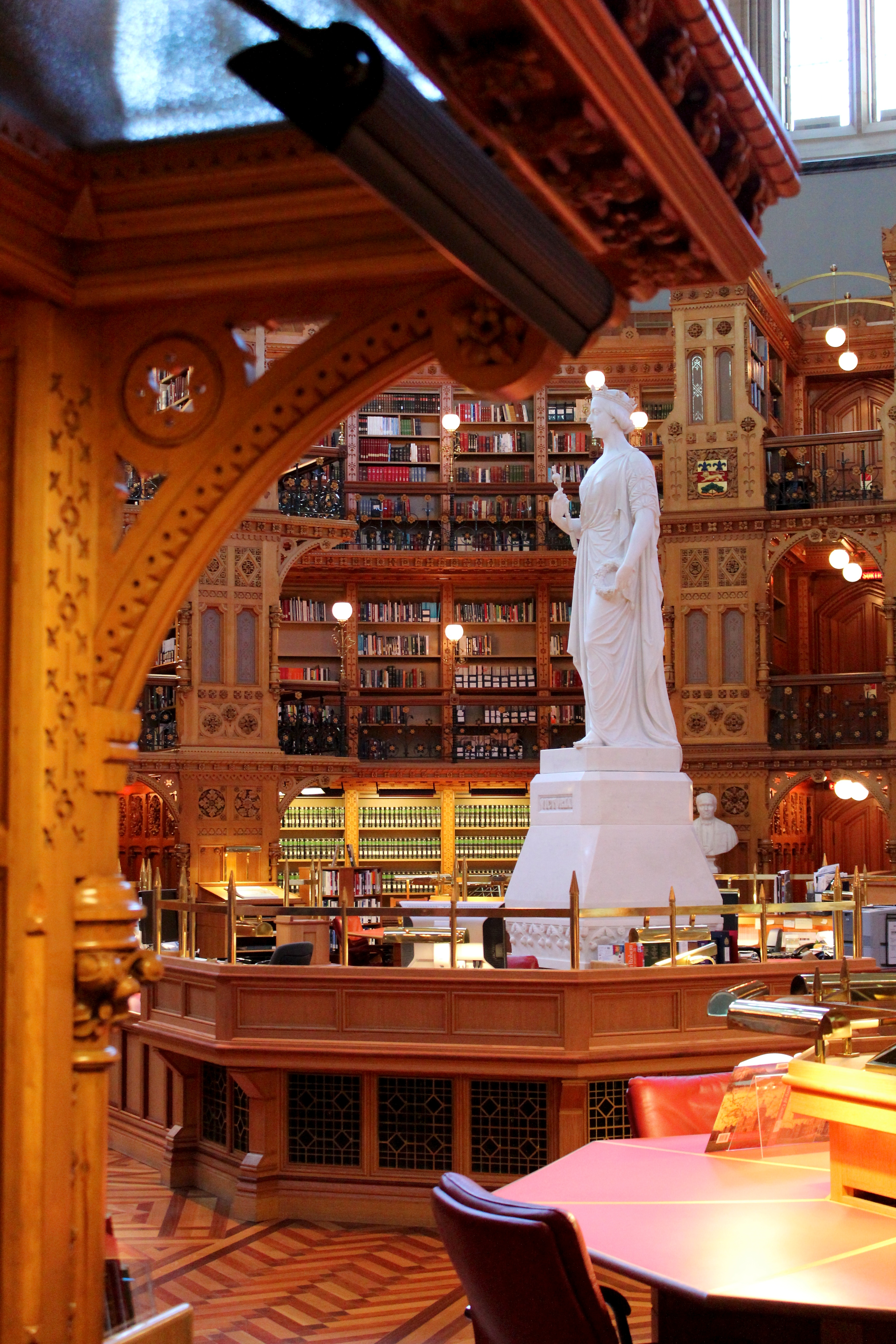
La salle de lecture de la Bibliothèque en 2011.
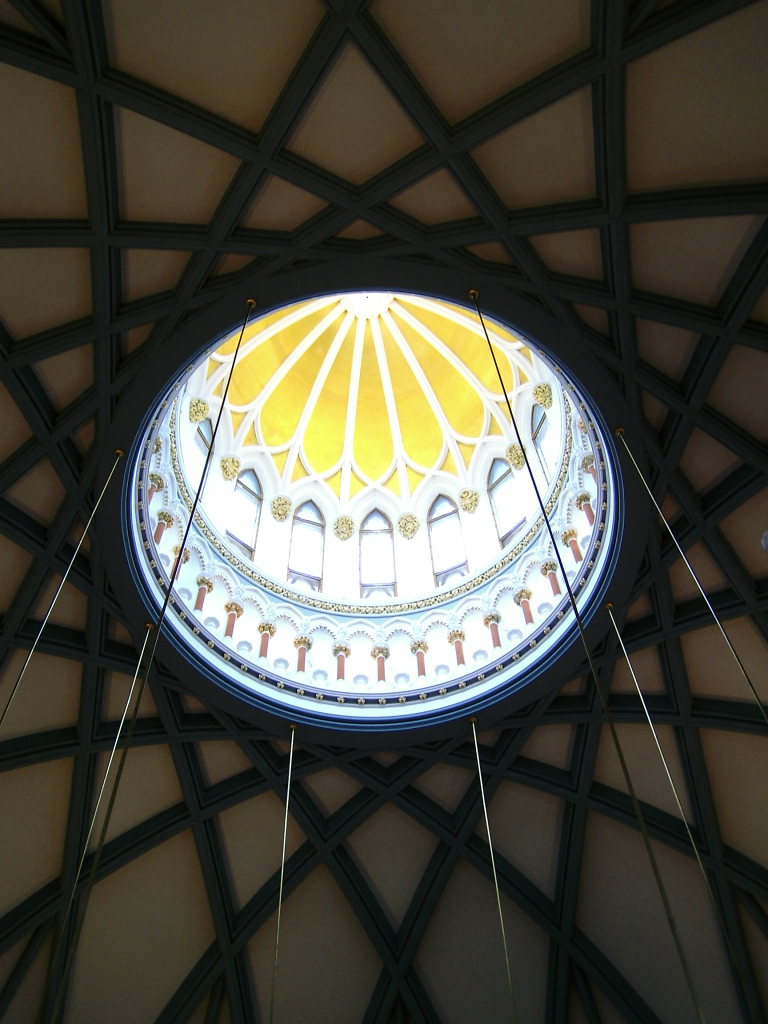
La voûte de la Bibliothèque.

## Mission et constitution

### Mission
La Bibliothèque a pour mission de contribuer à la démocratie parlementaire canadienne par la création, la gestion et la diffusion d'une information faisant autorité pour le Parlement du Canada. Elle constitue pour ce dernier une source sûre, indépendante et neutre de savoir dans le but de rendre le Parlement informé et accessible.

### Constitution
La Bibliothèque du Parlement a été constituée en 1871 par l'Acte relatif à la Bibliothèque du Parlement (plus tard rebaptisé Loi sur la Bibliothèque du Parlement). L'Acte transfère à Sa Majesté la reine tous les articles (livres, peintures, cartes, etc.) possédés collectivement par le Sénat et la Chambre des communes en une collection réservée à l'usage des deux chambres du Parlement et entreposée « dans des appartements convenables des édifices parlementaires ».
L'Acte prévoyait aussi que le personnel de la Bibliothèque serait composé du bibliothécaire parlementaire, du bibliothécaire-adjoint, de deux commis et de deux messagers.
L'Acte a depuis été incorporé à la Loi sur le Parlement du Canada (art. 73 à 79) et a été augmenté de la section sur le Directeur parlementaire du budget (art. 79.1 à 79.5) en 2006, par la Loi fédérale sur la responsabilité.

## Organisation
La Bibliothèque du Parlement est placée sous l'autorité conjointe du Président du Sénat et du Président de la Chambre des communes. Ils sont conseillés dans cette fonction par le Comité mixte permanent de la Bibliothèque du Parlement, qui est un comité parlementaire formé de sénateurs et de députés.

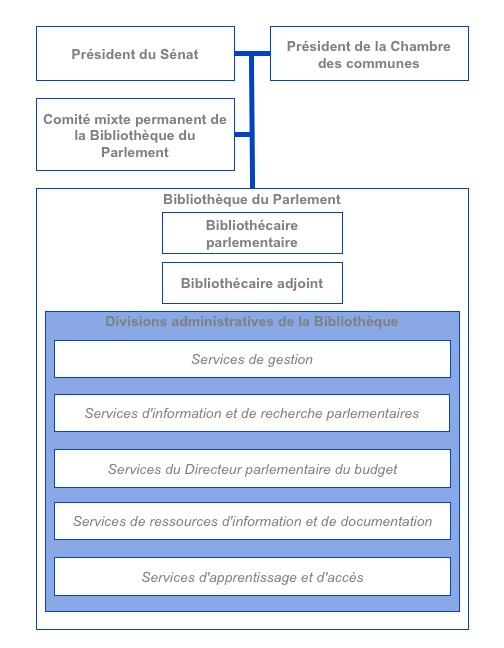
Organigramme de la Bibliothèque du Parlement.

### Bibliothécaire parlementaire
La gestion de la Bibliothèque est confiée au bibliothécaire parlementaire, nommé à titre amovible par le gouverneur général. Le bibliothécaire occupe le rang d'un « administrateur général de ministère ». La Loi prévoit aussi un bibliothécaire adjoint. Le traitement annuel du bibliothécaire parlementaire se situe dans l'échelle 150 500$-177 000$.
Le 21 juin 2012 et pour la première fois de son histoire, le gouverneur général en conseil a nommé une femme au poste de bibliothécaire parlementaire. En conséquence, suivant la recommandation du premier ministre approuvée par le Comité mixte permanent de la Bibliothèque du Parlement, Madame Sonia L'Heureux est devenue la huitième bibliothécaire parlementaire.

### Services de gestion
Les Services de gestion de la Bibliothèque du Parlementsaint font office en quelque sorte de Cabinet du bibliothécaire parlementaire. Ils sont l'appareil administratif chargé de la direction de la Bibliothèque dans ses affaires quotidiennes.

### Services d'information et de recherche parlementaire
Cette division de la Bibliothèque est chargée de fournir aux parlementaires et à leur personnel des services de référence, de recherche et d'analyse. Elle est aussi chargée de répondre aux demandes d'information générales du public. Même si les services de recherche et d'analyse sont à l'usage exclusif des parlementaires, un grand nombre des publications de recherche de cette division sont accessibles au public.
À l'image de bon nombre de bibliothèques académiques et spécialisées, ce qu'il convient d'appeler le service de référence de la Bibliothèque du Parlement est divisé en plusieurs domaines représentant les grandes branches du savoir. Les grandes divisions administratives des Services d'information et de recherche parlementaire vont comme suit : Affaires internationales, commerce et finances ; Affaires juridiques et législatives ; Affaires sociales ; Industrie, infrastructure et ressources ; Référence et analyse stratégique.

### Services du Directeur parlementaire du budget
Selon l'article 79.2 de la Loi sur le Parlement du Canada, le mandat du Directeur parlementaire du budget (DPB) est de fournir des analyses financières indépendantes, neutres et de qualité au Sénat et à la Chambre des communes du Canada. Ces analyses peuvent porter sur les finances nationales, les prévisions budgétaires du gouvernement ou tout autre domaine pertinent relevant de la compétence du Parlement du Canada. D'abord au service du Comité sénatorial permanent des finances nationales, du Comité permanent des finances et du Comité permanent des comptes publics de la Chambre des communes, le DPB peut aussi être appelé à fournir des analyses à d'autres comités.
Tout comme les Services d'information et de recherche parlementaire, les Services du Directeur parlementaire du budget sont subdivisés en domaines. Moins nombreux que ceux des Services précédents, ces derniers se nomment : Analyse des dépenses et des revenus, Analyse économique et financière.

### Services de ressources d'information et de documentation
Cette division s'occupe principalement de la gestion et de l'entretien des collections, imprimées et électroniques. Elle est aussi responsable de l'accès aux collections. Les produits de cette division les plus connus sont LEGISinfo, une base de données sur les projets de loi  à l'étude devant le Parlement et PARLINFO, une base de données historiques et statistiques sur le Parlement.

### Services d'apprentissage et d'accès
Ces services sont chargés du rayonnement de la Bibliothèque auprès du personnel parlementaire. Ils sont aussi chargés de favoriser la compréhension des institutions parlementaires au sein de la population en général, via le programme des Visites parlementaires et les publications informatives destinées au public, entre autres.

## Succursales
En plus de son édifice historique situé derrière l'édifice du Centre, la Bibliothèque du Parlement tient des succursales à des endroits variés de la région de la capitale nationale du Canada. À savoir :
1. l'édifice de la Banque de Nouvelle-Écosse au 125, rue Sparks à Ottawa ;
2. l'édifice de la Confédération au 229, rue Wellington à Ottawa ;
3. l'édifice du Centre financier de la Sunlife au 50, rue O'Connor, tour Est à Ottawa ;
4. l'édifice de l'Imprimerie nationale du Canada au 45, boulevard du Sacré-Cœur à Gatineau ;
5. l'édifice de la Justice au 294, rue Wellington à Ottawa[42].

### La succursale de la rue Sparks

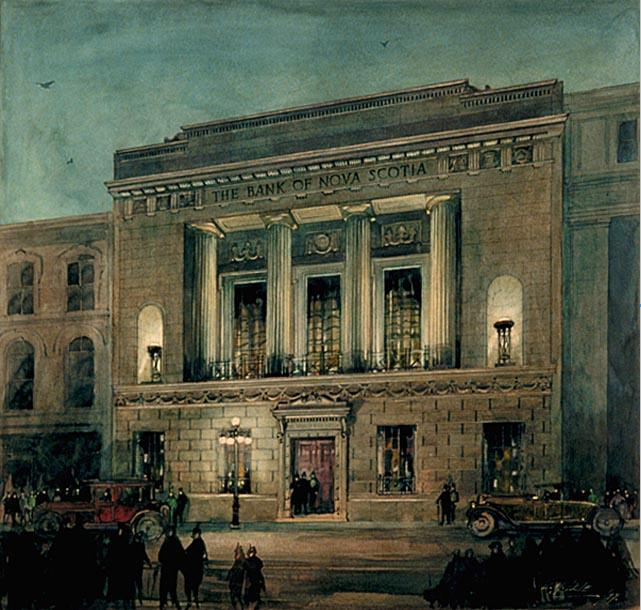
John M. Lyle, L'édifice de la Banque de Nouvelle-Écosse, Ottawa, 1927.

#### D'un comptoir de la Banque de Nouvelle-Écosse
L'édifice de la rue Sparks a été construit entre 1924 et 1925 pour la Banque de Nouvelle-Écosse (aujourd'hui Banque Scotia) par l'architecte John M. Lyle (1872-1945) (en), Torontois d'origine irlandaise. Construit en blocs de calcaire dans le style Beaux-Arts, l'édifice comprend des caractéristiques décoratives des architectures grecque et romaine. L'architecte a utilisé des colonnes doriques, des frises, des vases et des palmettes qu'il a canadianisé en y intégrant des emblèmes comme le bison et l'orignal ou encore des scènes agricoles, halieutiques et sylvicoles.
L'édifice a servi à la Banque Scotia jusqu'en 1985, année où elle a emménagé dans des locaux plus modernes. Précédemment, la Banque avait été expropriée en 1973 par le gouvernement fédéral, mais avait continué de louer l'immeuble jusqu'à l'achèvement des travaux de construction. Par la suite, l'immeuble est resté vacant jusqu'en 2001.

#### À une succursale de la Bibliothèque du Parlement
Avant la fermeture de la Bibliothèque principale sur la Colline du Parlement pour ses propres travaux de rénovation, l'édifice de la Banque de Nouvelle-Écosse a subi une mise à niveau pour y accueillir une partie des employés et des collections. Exécutés par les cabinets d'architectes Schoeler & Heaton et LeMoyne, Lapointe, Magne, les travaux ont été réalisés avec le souci « de préserver les caractéristiques patrimoniales du bâtiment ». Une structure d'acier flottante, démontable et d'allure moderne, occupant une grande partie de la salle principale sans en cacher les éléments architecturaux classiques est ce qui caractérise le plus l'ouvrage. La Bibliothèque du Parlement offre des services à partir de cet édifice depuis 2001 et environ 125 000 de ses documents y sont conservés.

## Collection

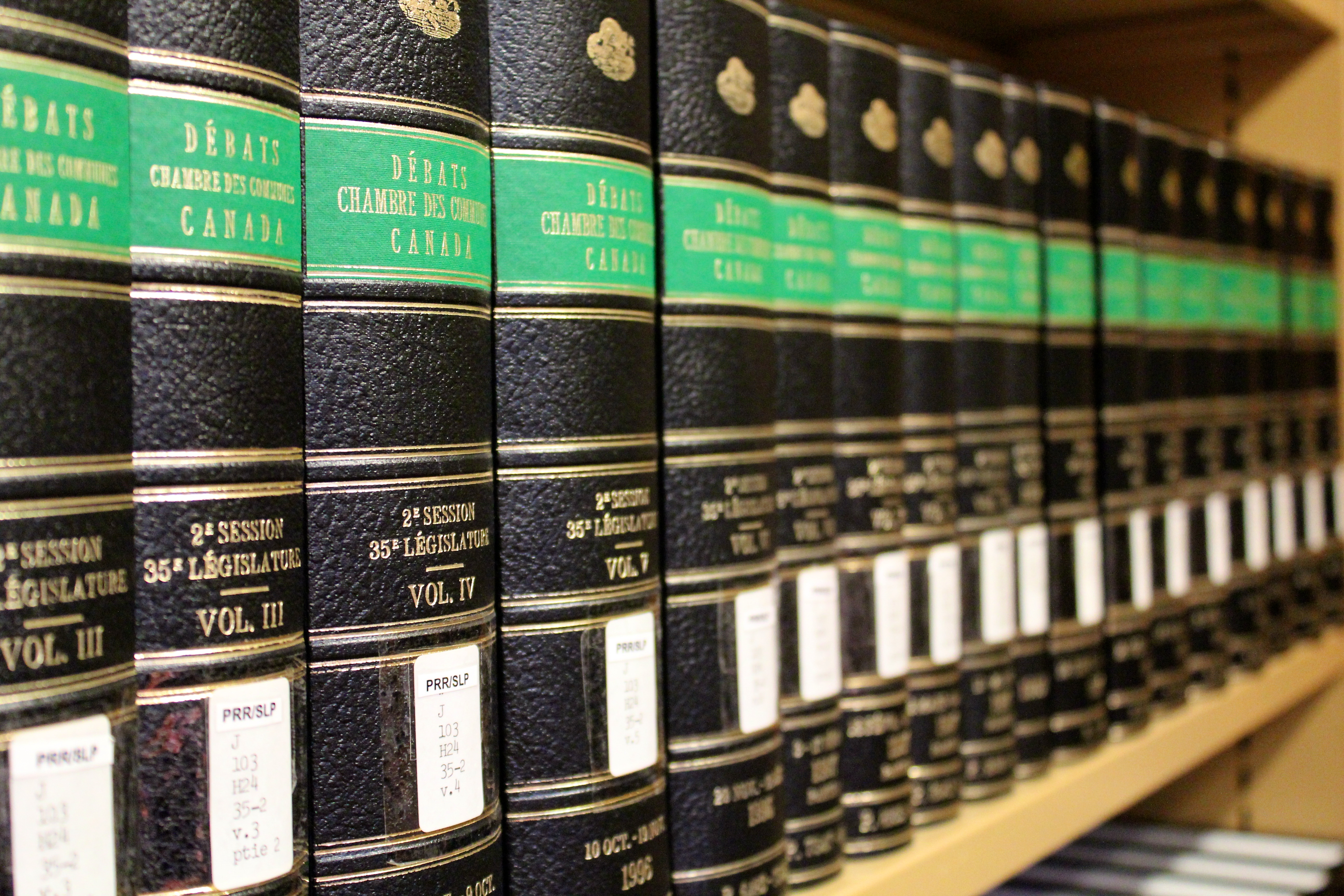
Rangée de Débats de la Chambre des communes : compte rendu officiel dans les rayons de la Salle de lecture parlementaire.

La collection de la Bibliothèque du Parlement comporte plus de 600 000 titres, pour une taille totale de 17,4 km linéaires. Les domaines de la connaissance couverts par la collection comptent principalement la politique, le droit, l’histoire canadienne, l’administration publique et d’autres domaines relevant des sciences sociales. Une grande partie de la collection est constituée des publications officielles du Parlement et de publications des gouvernements fédéral et provinciaux.
En plus de sa collection régulière, la Bibliothèque possède plusieurs ouvrages rares et de grande valeur. Parmi ceux-ci, le plus renommé est sans doute la série The Birds of America par le naturaliste franco-américain Jean-Jacques Audubon, acheté en 1857 du frère de celui-ci. L’édition que possède la Bibliothèque comporte des commentaires au crayon de la main d’Audubon lui-même.
Parmi les ouvrages anciens de la collection de la Bibliothèque, on compte une édition originale de Les voyages du sieur de Champlain datant de 1613 ainsi que des récits de voyages de Marc Lescarbot datant de 1609 et 1612. Toujours concernant l’époque du Régime français en Amérique, la Bibliothèque possède une série presque complète de l’édition de 1858 des Relations des jésuites en plus d’exemplaires des éditions originales datés entre 1616 et 1673. Le livre le plus ancien que possède la Bibliothèque est un ouvrage d’André Thevet daté de 1558 intitulé Les singularitez de la France antarctique.
La Bibliothèque détient, dans sa collection de livres rares, une compilation historique des lois britanniques (Statutes at Large) depuis la Magna Carta édictée en 1215, jusqu’aux lois édictées durant la 25e année de règne du roi Georges III. Elle détient enfin la série complète des débats de la Chambre des lords et de la Chambre des communes britanniques depuis 1660.

## Personnel et clientèle

### Personnel
La Bibliothèque du Parlement comptait, en 2012, 342 équivalents temps plein (auquel nombre il faut ajouter plusieurs étudiants). Les employés de la Bibliothèque se répartissent parmi les catégories suivantes : les analystes, qui sont des chercheurs spécialisés chargés de répondre aux demandes d’analyses des sénateurs, des députés et des comités des deux chambres du Parlement ; les bibliothécaires ; les bibliotechniciens ; les agents d’information ; les commis et le personnel étudiant (notamment les guides parlementaires et les stagiaires aux services de recherche).

### Clientèle
La Bibliothèque a reçu 352 000 visiteurs en 2011-2012. La clientèle de la Bibliothèque du Parlement est divisée en deux groupes distincts : la clientèle parlementaire et la clientèle non-parlementaire.
De par son mandat, la clientèle prioritaire de la Bibliothèque est bien entendue la clientèle parlementaire. Elle comprend en ordre hiérarchique : le gouverneur général et son personnel, les 105 sénateurs et leur personnel, les 308 députés et leur personnel, le personnel de soutien des deux chambres et les bureaux des hauts-fonctionnaires du Parlement. En combinant les demandes de recherche et de référence, la Bibliothèque a répondu en 2012 à 29 630 demandes de ce type de clientèle.
La clientèle non-parlementaire comprend les catégories suivantes : la fonction publique fédérale, la fonction publique provinciale (ou territoriale), les organisations internationales, les autres bibliothèques, les médias et le grand public. En 2012, la Bibliothèque a répondu à 41 673 demandes de ce type de clientèle, dont 39 666 demandes d’information générale du public.
Outre ces types de clients, il arrive aussi que la Bibliothèque offre ponctuellement ses services à des fonctionnaires de parlements étrangers en visite ou certains clients ayant reçu une autorisation ou une permission spéciale.

## Budget et dépenses
Pour l’exercice financier débutant le 1er avril 2011 et se terminant le 31 mars 2012, dans le cadre de compression imposée par les bureaux des présidents du Sénat et de la Chambre des communes, le budget de la Bibliothèque du Parlement s’élevait à 42 747 760 dollars canadiens ($CA) ce qui correspond à une baisse d'un peu moins d'un pour cent par rapport à l'année précédente. Au cours de la même période, les dépenses réelles ont été de 41 307 604 $CA ce qui correspond à une baisse de 1,5 % par rapport à l'année précédente. De ce montant, 34 458 543 $CA ont servi au traitement des employés (y compris les RAS) et 6 849 061 $CA ont été consacrés à ses activités et aux autres dépenses, notamment le développement et l’entretien des collections. La rémunération du personnel compte donc pour 83 % des dépenses de la Bibliothèque.
En 2007-2008, dernière fois où le budget a été décomposé par secteur d'activité dans son Rapport annuel, la Bibliothèque enregistrait des dépenses de 34 317 557 $CA ; parmi lesquels 12 239 891 $CA ont servi aux dépenses liées à l’information, à la recherche et à l’analyse ; 7 896 148 $CA ont servi à la gestion des ressources d’information ; 3 093 425 $CA ont servi à la sensibilisation du public et 11 088 093 $CA ont servi à l'administration et à la gestion de la Bibliothèque.
Au cours des cinq dernières années, le budget et les dépenses réelles de la Bibliothèque s’élevaient aux montants suivants :
| Exercice financier | Budget      | Dépenses réelles |
| ------------------ | ----------- | ---------------- |
| 2010-2011          | 43 044 977$ | 41 921 571$      |
| 2009-2010          | 41 010 430$ | 40 200 807$      |
| 2008-2009          | 41 273 550$ | 39 369 473$      |
| 2007-2008          | 36 181 400$ | 34 317 557$      |
| 2006-2007          | 34 318 129$ | 32 838 065$      |
| 2005-2006          | 32 412 852$ | 30 897 084$      |

Selon l’article 77 de la Loi sur le Parlement du Canada, les dépenses de la Bibliothèque sont payées sur les crédits approuvés et votés par le Sénat et la Chambre des communes.

## Liste des bibliothécaires parlementaires
| Nom                         | Mandat    |
| --------------------------- | --------- |
| Christine Ivory             | 2024-     |
| Heather Lank                | 2018-2024 |
| Sonia L'Heureux             | 2012-2018 |
| William Robert (Bill) Young | 2005-2011 |
| Richard Paré                | 1994-2005 |
| Erik John Spicer            | 1960-1994 |
| Francis Aubrey Hardy        | 1944-1959 |
| Martin Burrell              | 1920-1938 |
| Martin Joseph Griffin       | 1885-1920 |
| Alpheus Todd                | 1870-1884 |

### Articles d’encyclopédies
- Norman Hillmer, « Bibliothèque du Parlement » dans L'Encyclopédie canadienne, Historica Canada, 1985–. Publié le 5 juin 2015.  (consulté le 5 octobre 2019).
- Spicer, Erik J. — Canada. Library of Parliament, Ottawa. — Encyclopedia of Library and Information Science. — New York : Marcel Dekker, 1970. — Vol. 4, p. 158-165.

### Articles de périodiques
- Canadian Copper and Brass Development Association. — Library of Parliament = La Bibliothèque du Parlement. — Canadian copper = Cuivre canadien. — no 155 (2007). — Don Mills : CCBDA, 1960. — ISSN 0008-3291. — p. 1-3.
- Dionne, N.-E. — Historique de la Bibliothèque du Parlement à Québec. — Mémoires de la Société royale du Canada. — Ottawa : S. R. C., 1902. — Sér. 2, Vol. 8, P. 3-14.
- Philips, R. A. J. — Notre plus belle salle : la Bibliothèque du Parlement. — La revue de l’Impériale. — Compagnie pétrolière impériale Ltée. — Vol. 67, n°4 (1983). — Montréal : L’Impériale, 1976-1989. — p. 2-7.

### Monographies
- Bibliothèque du Parlement. — Canada : Bibliothèque du Parlement ; centenaire de l’édifice, 1876-1976. — Ottawa : Bibliothèque du Parlement, 1976. — 1 f.
- Bibliothèque du Parlement. — Chronologie historique des édifices parlementaires. — Ottawa : Bibliothèque du Parlement, 1985. — 47 p.
- Binks, Kenneth. — The Library of Parliament : Canada. — Photography by W. J. L. Gibbons. — [Ottawa?] : KCB, [1981]. — 64 p. — Ill. princ. en coul. — Aussi publié en français sous le titre : Bibliothèque du Parlement : Canada.
- Graham, Mike. — La Bibliothèque du Parlement = The Library of Parliament. — [Préface de Gildas Molgat, président du Sénat et Gilbert Parent, président de la Chambre des communes]. — Ottawa : Bibliothèque du Parlement, 2000. 72 p. — Ill. en coul. — Préface conjointe des présidents. —  (ISBN 0-660-61262-3)
- Hewitson, Conti. — The Library of Parliament : a building study. — Ottawa : Bibliothèque du Parlement, 1972. — 29 f.
- Library of Parliament. — Library of Parliament 1952 fire : report of the Joint Librarians of Parliament for the year 1952. — Ottawa : Library of Parliament, 1952. — 1 v.